# Johanna Spyri
Johanna Spyri (pronunție în germană [joˈhana ˈʃpiːri]; n. 12 iunie 1827, Hirzel⁠(d), cantonul Zürich, Elveția – d. 7 iulie 1901, Zürich, cantonul Zürich, Elveția) a fost o scriitoare elvețiană (de limbă germană), autoare de cărți pentru copii. 

## Biografie
Numele ei la naștere era Johanna Louise Heusser. Și-a petrecut copilăria într-un sat din apropierea munților falnici din Elveția. Viața liniștită de lângă munte, respectiv din sat, a fost o sursă de inspirație pentru ceea ce a scris în decursul vieții.
În 1874, Johanna Spyri Heusser s-a căsătorit cu Bernhard, un avocat. În timp ce trăiau în orașul Zürich, ea a început să scrie despre viața în țară. Prima ei povestire, Ein Blatt auf Vrony’s Grab (O frunză pe mormântul lui Vrony), despre o femeie supusă violenței în familie, a fost publicată în 1880. În următorii ani i-au apărut următoarele povestiri, atât pentru adulți, cât și pentru copii; printre acestea și romanul Heidi, fetița munților, pe care ea l-a scris în doar patru săptămâni. Heidi este povestea unei fete orfane care traiește cu bunicul ei în Alpii elvețieni, romanul fiind renumit pentru portretizarea vie a peisajului.
Soțul ei și singurul ei copil, un fiu pe nume Bernard, au murit amândoi în 1884. Rămasă singură, Johanna Spyri s-a dedicat cauzelor caritabile și a continuat să scrie peste cincizeci de povestiri, publicate înainte de moartea ei, în 1901. A fost înmormântată în mormântul familiei ei, de la Sihlfeld, un cimitir din Zürich. 
Rămânând o imagine reprezentativă a Elveției, portretul Johannei Spyri a fost imprimat pe un timbru poștal, emis în 1951 și pe o monedă comemorativă de 20 CHF în 2009.

## Opera

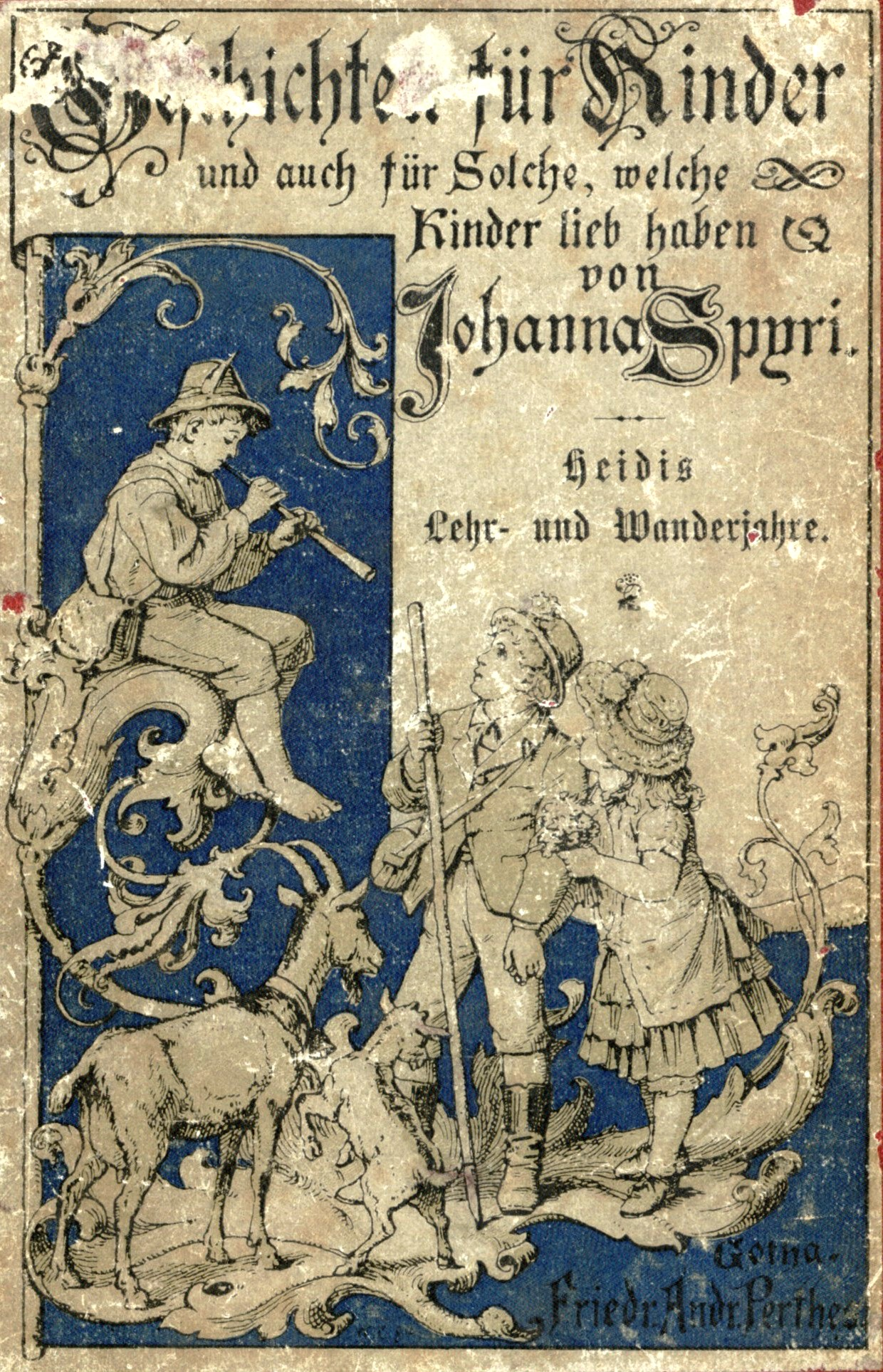
Heidi, coperta ediției din 1887

Mulți scriitori au fost nedreptățiți, fiind considerați autori ai unei singure cărți. Aceasta a fost și soarta Johannei Spyri, fiind considerată, în exclusivitate, autoarea cărții Heidi, fetița munților. Dar Cornelli, eroina povestirii cu același titlu, trece prin întâmplări asemănătoare lui Heidi, lucru care certifică faptul că cele două cărți au aceeași autoare: Johanna Spyri.
În aprilie 2010, un profesor universitar, căutând ilustrații pentru copii, a găsit o carte scrisă în 1830 de către un profesor de istorie germană, Adam von Kamp, pe care Johanna Spyri se poate să o fi folosit ca bază pentru Heidi. Povestea este denumită Adelheide - das Mädchen von Alpengebirge („Adelheide, fata din Alpi”). Cele două povești au în comun multe similitudini în ceea ce privește subiectul și ilustrarea acestuia. Biograful Johannei Spyri, Regine Schindler, admite că este posibil ca aceasta să fi fost familiarizată cu povestea lui Adam von Kamp, întrucât ea a crescut într-o casă în care avea acces la numeroase cărți.